# Wildberg ZH
| ZH ist das Kürzel für den Kanton Zürich in der Schweiz. Es wird verwendet, um Verwechslungen mit anderen Einträgen des Namens Wildberg zu vermeiden. |

Wildberg ist eine politische Gemeinde im Bezirk Pfäffikon des Kantons Zürich in der Schweiz. Ihr mundartlicher Name ist Wilpèèrg. Die drei ehemaligen Zivilgemeinden Wildberg, Schalchen und Ehrikon schlossen sich in den dreissiger Jahren zur Gemeinde Wildberg zusammen.

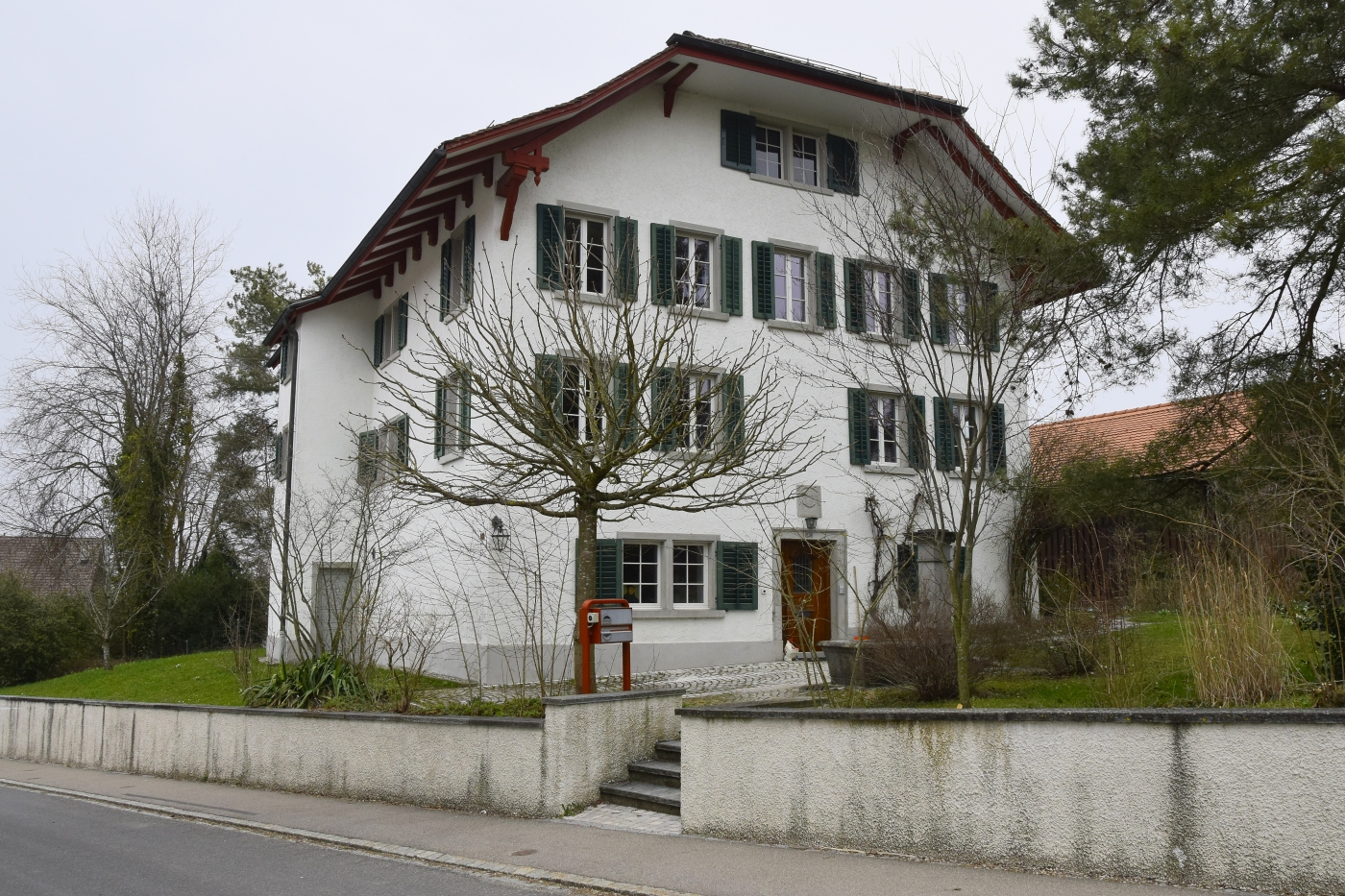
Reformiertes Pfarrhaus Wildberg

## Wappen
Blasonierung:
In Gold ein schwarzer Widderkopf
Das Wappen von Wildberg basiert auf dem Siegel der Edlen von Wildberg. Der schwarze Widderkopf auf goldenem Grund wurde im 18. Jahrhundert als Gemeindewappen übernommen.

## Geographie

Luftbild von Walter Mittelholzer (1919)

Von der Gemeindefläche werden 52,2 % landwirtschaftlich genutzt, 36,8 % sind Wald, 4,0 % Siedlungs- und 3,9 % Verkehrsfläche, 0,3 % sind Gewässer und 2,8 % unproduktive Fläche (Stand 2018).
Wie seine Nachbarn Weisslingen und Russikon liegen das Dorf und seine Weiler erhöht auf der Allmenkette des Tössberglands, im Gegensatz zu den Nachbarn Zell ZH, Turbenthal, Wila und Saland (Bauma), die im Tösstal liegen. Ebenso obenauf, zwischen den Weilern Schalchen (Wildberg) und Hermatswil, teilt Wildberg ein Stück Gemeindegrenze mit Pfäffikon ZH.

## Bevölkerung
| Jahr | Einwohner |
| ---- | --------- |
| 1467 | ca. 75    |
| 1634 | 270       |
| 1771 | 615       |
| 1836 | 1046      |
| 1850 | 990       |
| 1900 | 654       |
| 1950 | 653       |
| 2000 | 900       |
| 2005 | 891       |
| 2010 | 965       |
| 2015 | 1006      |
| 2020 | 1009      |
| 2022 | 1028      |

## Politik
Gemeindepräsident ist seit 2016 Dölf Conrad (SVP, Stand 2023). Sein Vorgänger Roland Bänninger bestritt die Amtsperiode 2010–2014.
Bei den Nationalratswahlen 2023 betrugen die Wähleranteile in Wildberg: SVP 51,27 % (+4,92), SP 11,38 % (+3,02), FDP 8,77 % (+0,61), glp 8,63 % (−2,97), Mitte 5,89 % (−0,61), Grüne 3,84 % (−6,63), EVP 3,07 % (−1,80), EDU 2,09 (−0,66).

## Schulen
Im Primarschulhaus Wildberg werden ca. 70 Schüler in vier Klassenzügen unterrichtet, die Aussenwacht Schalchen ist zurzeit stillgelegt.

## Verkehrsanbindung

### Öffentlicher Verkehr
Wildberg ist durch eine Postautolinie mit Pfäffikon ZH, dort Anschluss an S 3 (Bülach –) Hardbrücke – Zürich HB – Stadelhofen – Effretikon – Wetzikon  und Turbenthal, dort Anschluss an S 26 Winterthur – Bauma – Rüti ZH  verbunden.

### Individualverkehr
Wildberg liegt am Kulminationspunkt (651 m) des Hauptstrassen-Übergangs vom Kempttal- ins Tösstal zwischen Fehraltorf und Turbenthal. Die Verbindung hat in Russikon Anschluss an die Höhenstrasse der Längsachse auf der Allmenkette: Kyburg–Bäretswil–Bachtel.
Nächstgelegene Autobahnanschlüsse:
- Effretikon (Grafstal) A1, A4
- Winterthur-Ost (Oberwinterthur) A1, A4, A7
- Münchwilen A1
- Attikon A7

## Sehenswürdigkeiten

### Gubel und Giessen
Mülibach-Giessen im Steinland Schalchen, Fallhöhe 10 m, Koord. 703605/252170
Tobelbach-Giessen
- Oberer, 9 m, Koord. 703099/253121
- Unterer, 4,5 m, Koord.703065/252170[10]